# Ben Hogan
William Ben Hogan (Stephenville, 13 agosto 1912 – Fort Worth, 25 luglio 1997) è stato un golfista statunitense, considerato come uno dei più forti giocatori di tutti i tempi.
Lo stile di Hogan ha profondamente influenzato la teoria dello swing ed è ricordato per la sua straordinaria abilità e sensibilità nel colpire la palla.
Ha conquistato per 9 volte uno dei quattro tornei Major, tra cui per quattro volte lo U.S. Open. L'edizione del 1950 in particolare, giocata al Merion Golf Club, è stata di grande rilevanza nella sua carriera: reduce da un brutto incidente stradale, è tornato a giocare dopo soli undici mesi e, nonostante i numerosi problemi fisici, è riuscito a trionfare, anche grazie ad un colpo rimasto nella storia del golf, il ferro 1 alla buca 18. Nel 1974 è stato introdotto nella World Golf Hall of Fame.

## Biografia
Hogan è nato a Stephenville, Texas, il terzo e più giovane figlio di Chester e Clara (Williams) Hogan. Suo padre era un fabbro e la famiglia visse a 16 km a sud-ovest di Dublino fino al 1921, quando si trasferirono a 110 km a nord-est a Fort Worth. Quando Hogan aveva nove anni nel 1922, Chester si suicidò con un colpo di pistola nella casa di famiglia. Secondo alcuni resoconti, Chester si suicidò davanti a lui, cosa che alcuni (incluso il biografo di Hogan James Dodson) hanno citato come la causa della sua personalità introversa negli anni successivi.
La famiglia ha avuto difficoltà finanziarie dopo il suicidio del padre e i bambini hanno accettato un lavoro per aiutare la madre ad arrivare a fine mese. Il fratello maggiore Royal lasciò la scuola all'età di 14 anni per consegnare forniture per ufficio in bicicletta, e Ben, nove anni, vendeva giornali dopo la scuola nella vicina stazione ferroviaria. Un consiglio di un amico lo ha portato a fare il caddie all'età di undici anni al Glen Garden Country Club, un campo a nove buche situato a tre km fuori città.

## Professionista
Hogan abbandonò la Central High School durante l'ultimo semestre del suo ultimo anno. Divenne professionista sei mesi prima del suo diciottesimo compleanno al Texas Open di San Antonio, alla fine di gennaio del 1930. Hogan incontrò Valerie Fox alla scuola domenicale di Fort Worth a metà degli anni '20, e si ritrovarono nel 1932 quando ottenne un basso punteggio. un lavoro da professionista del club pagante a Cleburne, dove la sua famiglia si era trasferita. Si sposarono nell'aprile 1935 a casa dei suoi genitori.
I primi anni di Hogan da professionista furono molto difficili; è andato in rovina più di una volta. Non vinse il suo primo torneo (come individuo) fino al marzo 1940, quando vinse tre eventi consecutivi nella Carolina del Nord all'età di 27 anni.

## Tripla corona
La vittoria a Carnoustie fu solo una parte della stagione spartiacque di Hogan del 1953, un anno in cui vinse cinque dei sei tornei a cui partecipò, inclusi tre campionati maggiori (un'impresa conosciuta come Triple Crown of Golf).
È ancora tra le più grandi stagioni nella storia del golf professionistico. Hogan, 40 anni, non fu in grado di partecipare, e forse di vincere, al PGA Championship del 1953 (per completare il Grande Slam) perché il suo gioco (dall'1 al 7 luglio) si sovrapponeva al gioco dell'Open a Carnoustie (dal 6 al 10 luglio), che lui vinto. È stata l'unica volta in cui un giocatore di golf ha vinto tre importanti campionati professionistici in un anno fino a quando Tiger Woods non vinse gli ultimi tre major nel 2000 (e il primo nel 2001).

## Tornei Major

### Vittorie (9)
| Anno | Campionato             | 54 buche           | Punteggio di vittoria | Margine  | Secondo/i                                               |
| ---- | ---------------------- | ------------------ | --------------------- | -------- | ------------------------------------------------------- |
| 1946 | PGA Championship       | n/a                | 6 & 4                 | n/a      | Ed Oliver                                               |
| 1948 | PGA Championship (2)   | n/a                | 7 & 6                 | n/a      | Mike Turnesa                                            |
| 1948 | U.S. Open              | 2 shot lead        | −8 (67-72-68-69=276)  | 2 colpi  | Jimmy Demaret                                           |
| 1950 | U.S. Open (2)          | 2 shot deficit     | +7 (72-69-72-74=287)  | Playoff1 | George Fazio, Lloyd Mangrum                             |
| 1951 | Masters Tournament     | 1 colpo deficit    | −8 (70-72-70-68=280)  | 2 colpi  | Skee Riegel                                             |
| 1951 | U.S. Open (3)          | 2 shot deficit     | +7 (76-73-71-67=287)  | 2 colpi  | Clayton Heafner                                         |
| 1953 | Masters Tournament (2) | 4 colpi dal leader | −14 (70-69-66-69=274) | 5 colpi  | Ed Oliver                                               |
| 1953 | U.S. Open (4)          | 1 colpo in più     | −5 (67-72-73-71=283)  | 6 colpi  | Sam Snead                                               |
| 1953 | The Open Championship  | Tied dal leader    | −6 (73-71-70-68=282)  | 4 colpi  | Antonio Cerdá, Dai Rees, Frank Stranahan, Peter Thomson |

Note: Il campionato PGA è stato un match play fino al 1958 

1Ha sconfitto Mangrum e Fazio nei playoff a 18 buche; Hogan 69 (-1), Mangrum 73 (+3), Fazio 75 (+5).